# Fridrik VII. Danski
Fridrik VII. (Kopenhagen, 6. listopada 1808. – Glücksburg, 15. studenog 1863.), danski kralj i vojvode od Schleswiga, Holsteina i Lanenburga od 1848. do 1863. godine. Bio je posljednji vladar iz glavne loze dinastije Oldenburg te posljednji danski vladar koji je vladao apsolutistički.
Stupio je na prijestolje 1848. godine i sljedeće je godine proglasio ustav kojim je Danska postala ustavna monarhija. Sukobio se s Pruskom nakon što je Schleswig-Holstein priključio Danskoj, što je dovelo do izbijanja dansko-njemačkoga rata (1848. – 1850.), koji je završio pobjedom Danske.
U privatnom životu nije imao sreće. Ženio se tri puta i nije imao djece, zbog čega je nastao problem nasljeđivanja prijestolja nakon njegove smrti. Godine 1852. izabrao je za nasljednika princa Kristijana od Glücksburga iz dinastije Schleswig-Holstein-Sonderburg-Glücksburg, mlađe linije dinastije Oldenburg.

## Vanjske poveznice
- Fridrik VII. - Hrvatska enciklopdija
- Fridrik VII. Proleksis enciklopedija
- Fridrik VII, danski kralj Britannica (engl.)

| Prethodnik Kristijan VIII. | danski kralj (1848. – 1863.) | Nasljednik Kristijan IX. |